# میگوی زنبوری
میگوی زنبوری (انگلیسی: Bee shrimp) گونه‌ای میگوی آب شیرین بومی چین است.